# Mateusz Więcławek
Mateusz Więcławek (* 2. srpna 1993, Radomsko) je polský herec.

## Životopis
Vystudoval na Państwowej Wyższej Szkołe Filmowej, Telewizyjnej i Teatralnej im. Leona Schillera w Łodzi (2018). Hrál jednu z hlavních rolí ve filmu Slib (Obietnica, 2014), hlavní roli ve filmu Czuwaj (2017) a jednu z hlavním postav první řady seriálu Učitel (Belfer, 2016).